# Mailto
mailto – element formatu odnośników do zasobów URL (Uniform Resource Locator), służący do tworzenia odwołań do adresów e-mail.
Schemat mailto w ramach formatu URL jest stosowany do odwoływania się do pocztowych adresów Internetowych. W najprostszej formie, odnośnik mailto zawiera tylko adres e-mail.
W wersji rozszerzonej, mailto może też zawierać odwołania do konkretnych maili poprzez odniesienie do elementów nagłówka lub tekstu. 
Schemat mailto jest zdefniowany w dokumencie RFC 2368 ↓.
Ogólna postać odnośnika:
mailto:[adresy][odwołania do elementów nagłówka lub tekstu]
Przykłady:
mailto:kowalski@example.com - odwołanie do samego adresu
mailto:kowalski@example.com?subject=rower  - odwołanie do maila Kowalskiego, o tytule "rower"
mailto:kowalski@example.com?subject=rower&body=rama  - odwołanie do maila Kowalskiego, o tytule "rower" i treści "rama"
mailto:kowalski@example.com?In-Reply-To=%asia@example.net - odwołanie do maila Kowalskiego, napisanego w odpowiedzi na mail Asi.
Działanie odnośnika mailto zależy od kontekstu w jakim jest użyty oraz konfiguracji systemu użytkownika. 
Np: URL mailto z samym adresem e-mailowym wstawiony do linku w dokumencie HTML, po wczytaniu tego dokumentu do przeglądarki internetowej i kliknięciu linku przez użytkownika uruchamia zwykle jego program pocztowy i wstawia automatycznie do pola adresowego - adres z linku.
URL <mailto:kowalski@example.com?In-Reply-To=%asia@example.net> może być użyty w archiwach list dystrybucyjnych do porządkowania maili w wątki.